# Іван Федорович (князь рязанський)
Іван V Федорович (рос. Иван Фёдорович; д/н — 1456) — великий князь рязанський у 1427—1456 роках.

## Життєпис
Син Федора II, великого князя рязанського, та Софії (доньки Дмитра Івановича, великого князя Московського). 1407 року після смерті старшого брата Василя стає спадкоємцем батька. 1427 року спадкував владу. Продовжив політику батька, заверши перемовини з великим князем Литовським Вітовтом, визнавши його зверхність. Натомість поступився тому містами Тула та ще декількома. Восени 1429 року був присутній на з'їзді монархів у Луцьку
1430 року після смерті Вітовта в Литві почалася боротьба за владу. за цих обставин Іван Федорович вимушений був укласти договір з великим князем московським Василем II, якому допомагав у війні проти князя Юрія Звенигородського. 1433 року після зайняття тим Москви уклав з ним подібний договір. У 1434 році після смерті Юрія знову відновив договірні відносини з Василем II, зобов'язуючись не укладати договорів з Золотою Ордою і Великим князівством Литовським. 
Натомість Василь II 1447 року уклав договір з Казимиром IV, великим князем Литовським, яким гарантувалася недоторканість Рязанщину з боку останнього. Того ж року Іван Федорович також уклав мирний договір з Василем II, за яким влаштовувався шлюб їх дітей.  
В наступні роки зберігав мирні відносини з Москвою і Литвою, опікуючись переважно захистом кордонів від нападів ординців. За його панування на монетах почали розміщати ім’я великого князя Рязанського.
У 1456 Іван Федорович став ченцем під ім'ям Іона. Помер незабаром, залишивши свого 8-річного сина Василя під опікою Василя II. Поховано в Рязанському Різдвяному соборі.